# Фищенко, Руслан Ильгарович
Русла́н Ильга́рович Фи́щенко (род. 9 июня 2000, Москва) — российский футболист, полузащитник московской Родины.

## Клубная карьера
Отец Руслана, Ильгар Фищенко из Азербайджана. В детстве занимался тхэквондо, но уговорил мать перейти в футбол. С 7,5 лет — в академии футбольного клуба «Динамо» Москва. Затем он перешёл в академию ЦСКА, провёл пять матчей в Юношеской лиге УЕФА 2017/18. В марте 2018 года заявлял о намерении перейти в «Карабах» Агдам и выступать за сборную Азербайджана (до 19 лет). В июле перешёл в «Ростов», сыграл 9 матчей в молодёжном первенстве России. В феврале 2019 года подписал контракт с клубом ПФЛ «Велес» Москва, с которым вышел в ФНЛ. В июне 2021 года перешёл в «Уфу» к тренеру Алексею Стукалову, под руководством которого играл в «Велесе». В чемпионате России дебютировал 25 июля в гостевом матче против ЦСКА (0:1), выйдя на 84-й минуте.
В зимнее трансферное окно сезона 2022/2023 перешёл в московскую «Родину», подписав контракт на 3,5 года. Переход футболиста отчасти связан с финансовыми проблема ФК «Уфа». 5 марта 2023 года в матче Первой лиги против «Шинника» (2:1) дебютировал за новую команду, выйдя в стартовом составе. 2 октября 2023 года в матче Первой лиги против «Камаза» (1:0) Руслан впервые надел капитанскую повязку в «Родине» в официальном матче.
11 августа 2024 в гостевом матче с «Чайкой» (2:2) провёл свой 100-й матч в Первой лиги.
13 сентября 2024 года в рамках арендного соглашения с правом выкупа перешёл в «Черноморец». 14 сентября 2024 года в матче Первой лиги против «Енисея» (2:1) он дебютировал за новороссийскую команду, выйдя на замену во втором тайме.

## Достижения
«Велес»
- Победитель ПФЛ: 2019/20 (зона «Запад»)

## Статистика
| Выступление      | Выступление      | Выступление      | Чемпионат | Чемпионат | Кубки | Кубки | Другие | Другие | Итого | Итого |
| Клуб             | Лига             | Сезон            | Игры      | Голы      | Игры  | Голы  | Игры   | Голы   | Игры  | Голы  |
| ---------------- | ---------------- | ---------------- | --------- | --------- | ----- | ----- | ------ | ------ | ----- | ----- |
| Велес            | ПФЛ              | 2019/20          | 12        | 0         | 2     | 0     | —      | —      | 14    | 0     |
| Велес            | ФНЛ              | 2020/21          | 39        | 0         | 2     | 0     | —      | —      | 41    | 0     |
| Велес            | Итого            | Итого            | 51        | 0         | 4     | 0     | —      | —      | 55    | 0     |
| Уфа              | Премьер-лига     | 2021/22          | 27        | 0         | 2     | 0     | 2      | 0      | 31    | 0     |
| Уфа              | Первая лига      | 2022/23          | 18        | 0         | 3     | 0     | —      | —      | 21    | 0     |
| Уфа              | Итого            | Итого            | 45        | 0         | 5     | 0     | 2      | 0      | 52    | 0     |
| Родина           | Первая лига      | 2022/23          | 13        | 0         | 0     | 0     | 2      | 0      | 15    | 0     |
| Родина           | Первая лига      | 2023/24          | 25        | 0         | 3     | 0     | —      | —      | 28    | 0     |
| Родина           | Первая лига      | 2024/25          | 8         | 0         | 0     | 0     | —      | —      | 8     | 0     |
| Родина           | Итого            | Итого            | 46        | 0         | 3     | 0     | 2      | 0      | 51    | 0     |
| → Черноморец     | Первая лига      | 2024/25          | 12        | 0         | 1     | 0     | 0      | 0      | 13    | 0     |
| → Черноморец     | Итого            | Итого            | 12        | 0         | 1     | 0     | 0      | 0      | 13    | 0     |
| Всего за карьеру | Всего за карьеру | Всего за карьеру | 154       | 0         | 13    | 0     | 4      | 0      | 171   | 0     |

1. ↑  Стыковые матчи за право выступления в Премьер-лиге.